# Кустари (фильм)
«Кустари» (англ. Tapeheads) — кинофильм режиссёра Билла Фишмана.

## Сюжет
Главные герои фильма, Иван Алексеев и Джош Тагер, после потери работы в качестве охранников решают заняться шоу-бизнесом и открывают свою кинокомпанию «Video Aces». Снимают ролик для рекламы, пытаются возродить соул-дуэт 70-х «The Swanky Modes» — героев их детства, и прочие заказы.
Но однажды, снимая клип для одной рок-группы, ребята случайно получают кассету с записью любовных утех кандидата в президенты, а затем эта кассета вместо клипа рок-группы попадает на телевидение…

## В ролях
- Тим Роббинс — Джош Тагер
- Джон Кьюсак — Иван Алексеев
- Мэри Кросби — Саманта Грегори
- Клу Гулагер — Норман Март
- Кэти Бойер — Белинда Март
- Дон Корнелиус — Мо Фузз

## Дополнительные факты
- В фильме также сыграла небольшую роль Кортни Лав[1].
- Другой перевод названия фильма — «Катушка».